# Yuricam - Yurika no Campus Life
YuriCam-Yurica's Campus Life (ゆりキャン～ゆりかのキャンパスライフ～) è un manga scritto da Shigemitsu Harada e disegnato da Seguchi Takahiro, pubblicato tra le pagine di Young Animal tra il 2010 e il 2013 che conta in totale 5 volumi per un totale di 45 capitoli. In Italia è inedito.

## Trama
Yurika Kamishiro è studentessa in una prestigiosa scuola femminile famosa soprattutto per i suoi numerosi amori lesbo e voci di corridoio la vorrebbero esser stata amante di almeno metà delle 10000 ragazze frequentanti l'istituto. Questi pettegolezzi sono devastanti per lei, che è etero e vorrebbe tanto trovarsi un fidanzato. Ma per qualche strana ragione ogni ragazza la trova irresistibile, anche se etero.
Sarà tuttavia costretta a sfruttare tale "abilità" e lasciarsi andare ad amori lesbo per potersi pagare gli studi, poiché l'azienda del padre è fallita e lui non può più provvedere alla figlia.

## Personaggi principali
- Yurika Kamishiro (上代ゆりか)
- Saori
- Yukimura (雪村)
- Akane Arisugawa (有栖川 茜)